# Jozef Gabcik

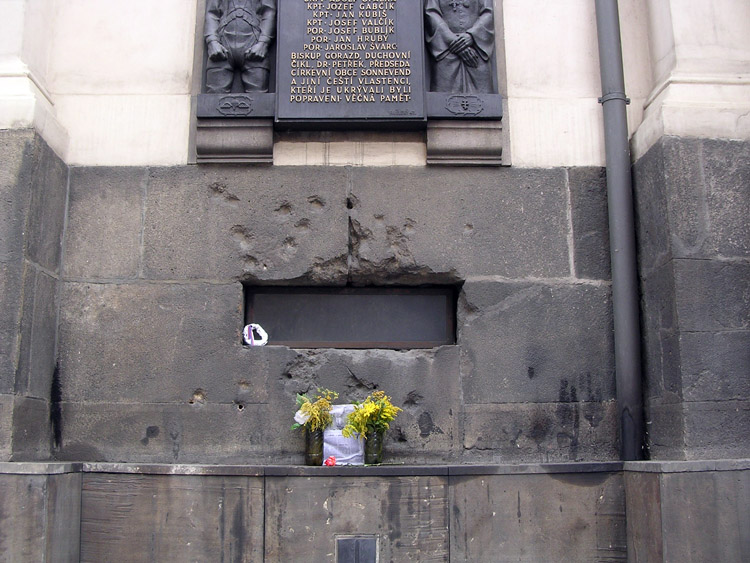
Janela baleada da Igreja de São Cirilo e São Metódio em Praga onde Jozef Gabčík e seus companheiros foram encurralados.

Jozef Gabčík (8 de abril de 1912, Poluvisie, atual Rajecké Teplice, na Eslováquia - 18 de junho de 1942, Praga) foi um soldado checoslovaco que compôs  juntamente com Jan Kubiš a Operação Antropoide, uma operação para assassinar o líder das SS, Reinhard Heydrich, um dos homens mais importantes da Alemanha nazi e mentor da Solução final.

## Operação Antropoide
Gabčík era um paramilitar eslovaco de classe "rotsmistr" (aproximadamente sargento), sua relevância histórica deve-se a sua participação na Operação Antropoide, que foi uma operação militar organizada pelo governo exilado da Checoslováquia em colaboração com a Grã-Bretanha. No final de 1941, Gabčík e Jan Kubiš saíram da Inglaterra e entraram clandestinamente no Protetorado da Boêmia e Morávia (região da ex-Checoslováquia, agora controlada pelos nazis). O objetivo de Gabčík e Kubiš era assassinar Reinhard Heydrich, um dos mais altos funcionários nazistas, Protetor da Boêmia e conhecido como "o açougueiro de Praga".
Em 27 de maio de 1942, Gabčík e Kubiš emboscaram o Mercedes de Heydrich que trafegava sem escolta e com a capota aberta, Gabčík apontou sua metralhadora Sten para o alvo, porém, a metralhadora travou antes que Gabčík pudesse disparar um único tiro. Foi então que entrou em cena Jan Kubiš, que lançou uma granada no carro de Heydrich, porém a granada não caiu tão próxima do alvo, mesmo com a explosão o líder nazista e seu motorista saíram do Mercedes caminhando e atirando. Gabčík e Kubiš conseguiram fugir e se refugiar, mas parecia que a missão havia fracassado, pois tudo indicava que Heydrich sobreviveria. Devido a uma infecção nos ferimentos, Heydrich morreu no hospital vários dias depois.

## Desdobramentos da Antropoide
Os oficiais nazistas do Protetorado da Boêmia iniciaram verdadeira caçada aos dois homens, na qual muitas pessoas foram mortas pelos nazis. Para vingar a morte de Heydrich, os nazistas chegaram a massacrar uma aldeia inteira chamada Lídice. Esse fato foi crucial para que a comunidade internacional passasse a condenar os crimes de guerra nazistas, pois até então, o Holocausto era um rumor e a solução final ainda era desconhecida por todos fora da cúpula nazista. No entanto, com Lídice, os próprios nazistas divulgaram o fato de terem varrido do mapa a aldeia de cerca de 5 mil habitantes.
A caçada nazista por Gabčík e Kubiš deu resultado alguns dias depois. Ambos foram encontrados junto a alguns outros companheiros em uma igreja ortodoxa de Praga. No entanto, após uma batalha de seis horas em que os nazistas perderam 14 homens e 21 outros ficaram feridos, Gabčík e outros cometeram suicídio antes que fossem capturados nas catacumbas da catedral, com exceção de Kubiš, que tinha sido gravemente ferido por uma granada. Kubiš morreu pouco depois de chegar ao hospital a que foi levado após sua captura.
A aldeia de Gabčíkovo, no sul da Eslováquia, foi batizada em homenagem a Jozef Gabčík após a guerra. Uma barragem próxima também recebeu seu nome (Gabčíkovo - Nagymaros). Gabčík também foi homenageado com a formação do 5º regimento das forças especiais do Exército da Eslováquia, situado em Žilina.